# Силвия Кръстева
Силвия Кръстева Кръстева е българска юристка и политик, кмет на община Трявна от листата на ВМРО – БНД (2019 – 2023). Била е общински съветник в Трявна в периода от 2011 до 2019 г., като в периода от 2015 до 2019 г. е била председател на общинския съвет.

## Биография
Силвия Кръстева е родена на 25 септември 1978 г. През 1997 г. завършва техникум по ресторантьорство и хотелиерство. От 1997 г. до 2002 г. изучава специалността „Компютърни системи и технологии“ в Технически университет – Габрово, а през 2014 г завършва и специалност „Право“ във Великотърновския университет „Св. св. Кирил и Методий“. В периода от 2009 до 2014 г. е съдебен заседател в Окръжен съд – Габрово.

### Политическа дейност
На местните избори през 2011 г. е избрана за общински съветник в Трявна, от коалиция „Промяна“.
На местните избори през 2015 г. е избрана за общински съветник в Трявна, от местна коалиция „Патриоти за Трявна и Плачковци“. На 9 ноември 2015 г. е проведена първа сесия на общински съвет – Трявна, на която чрез тайно гласуване за председател на общинския съвет е избрана Силвия Кръстева.
На местните избори през 2019 г. е кандидат за кмет на Трявна от ВМРО – БНД. На първи тур от изборите получава 1285 гласа (или 26,83%) и се явява на балотаж с Мария Пенева от ГЕРБ, която получава 945 гласа (или 19,73%). Побеждава на втори тур, като получава 2707 гласа (или 63,81%).